# メルビルハウス

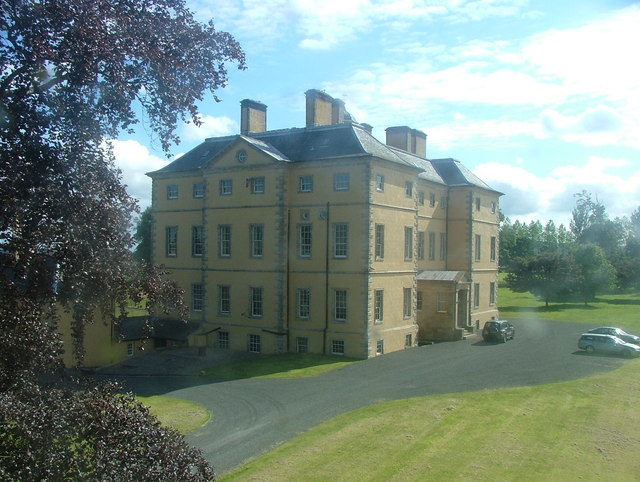
メルビルハウス

メルヴィルハウス（Melville House）は、1697年に建てられたスコットランドのファイフにあるコレシー近郊にあるモニメール宮殿の南側にある建物である。 
1940年6月12日、第51歩兵師団「ハイランド」(英語版)がサン・バレリーで、エルヴィン・ロンメル少将に降伏を余儀なくされた後、スコットランドに到着したポーランド兵の学校と訓練基地として使用された。
この建物は、銀行の差し押さえ物件になった建物としては、英国で最も高価な建物だった。

## 歴史
メルヴィルハウスは、1697年、建築家ジェームス・スミス（1645〜1731年頃）によって、初代メルヴィル伯爵（1636〜 1707年）のジョージ・メルヴィルのために建てられた。メルヴィルが1592年に購入した14世紀のモニメール宮殿の遺跡は、馬鹿げた大建築として敷地内に組み込まれた。かつてこの邸宅は、周囲の広大な森を鹿の狩猟や狩猟に使用したすべてのスチュアート君主たちに人気の隠れ家であったフォークランド宮殿の近くの王宮に隣接していた。イノシシもフランスから輸入され、この地域で狩猟されました。しかし、メルビルはライハウス陰謀事件に関与したとして訴追されることになった。ライハウス陰謀事件とは、チャールズ2世とその兄弟であるヨーク公（将来のジェームズ7世）を暗殺するホイッグ党の陰謀である。逮捕を逃れるために、メルビルはオランダに逃げ、そこで彼はオレンジ公ウィリアムの宮廷でイギリスのプロテスタント亡命者の一団に加わった。ここでメルビルはオレンジ公ウィリアムのスコットランドの主な支持者の一人になった。
1940年代、この邸宅と家は、第二次世界大戦中に、電撃戦期間中のドイツの侵略に対抗するゲリラキャンペーンの訓練を行っていたポーランド兵たちの宿舎として使用された。スコットランドは、1940年から1942年にかけて、ノルウェーの基地を経由したナチスの侵攻の主要な標的と見なされていた。
戦後、ダルハウジー予備寄宿学校がその校地をロージアンのダルハウジー城(英語版)から移転したときに、この地所を購入した。この学校は1950年から1971年まで私立の大学準備校のままであった。1960年代、学校が休みになっている期間の数週間、アウトワード・バウンドが、彼らの世界的な、挑戦的な野外活動プログラムのためのスコットランドの宿泊センターとしてこの学校を借用していた。その後、メルビルハウスは1975年から1998年にかけて、生徒ごとに料金が異なる特別なボーディングスクールになった。　
一般に、教育部門は、学業成績で何らかの可能性を秘めている子、もしくは逆にメインストリーム教育(健常児と障がい児の統合教育)でうまく行かなかった発達障がい児を紹介状で引き受け、一部のケースでは運営資金を得ていた。ただそれ以外のケースでは、一部の保護者は、財務評価の終了後に上記の学費になにがしらかの寄付を求められた。
ただし、他のケースでは、一部の保護者は、財務評価の完了後に上記の料金に貢献する必要がありました。
1980年、理事会はカリキュラムからラグビーとクリケットを削除し、ラグビーのピッチをサッカーのピッチに変えた。彼らはクリケットの附属施設をカヌー及びボートハウスに改造した。ファイフのイーストニュークの地形とテンツミュア・フォレスト周辺の広大な砂浜をアウトドア活動に向いているというのが理由であった。
1981年に、新しい標準化されたモジュラー設計システムの建物が、古い壁に囲まれた果樹園にかなりの費用をかけて建てられました。これは、屋内サッカーエリアと体育館、管理エリア、シャワー、更衣室、図書館、および科学、数学、コンピューターの限られた数の常設教室を含む1レベルの常設コアビルでした。ついに1984年に、理事会はかつての厩舎を歴史教室に発展させ、さらに上部に、シニアハウスマスターとその家族が住むための居住スペースが加わった。
５代目リーベン伯爵アレクサンダー・レスリーの娘である作家レディ・メアリー・ハミルトン(英語版)は、1736年、ここで生まれた。　エディンバラの元市長、フランシス・ブラウン・ダグラスは、1885年8月8日に、ここで亡くなった。ジャーナリストで「スコッツマン紙」の元編集者（1985-1988）、クリス・バウアーは、ここの元生徒であった。彼のBBC2テレビ番組「スコットランドの力」は、1978年、王立テレビ協会の最高の時事ドキュメンタリー賞を受賞している。 スコットランドの歴史家で小説家のマウロ・マルトーネは生徒だったと思われる。というのも、2017年の彼の小説「ケルタメン」でこの地所について短い言及があるからである。
2000年代初頭、この家は個人の家として改装され、数年後に売却された。購入者が450万ポンドの提示価格で不動産を売却できなかった後、メルビルハウスはお金を貸していた南アフリカの銀行の手に戻り、英国で最も高価な差し押さえ物件になった。
メルビルハウスはカテゴリーAの指定建造物であり 、敷地はスコットランドの庭園と設計された景観の目録に含まれている。メルヴィル伯爵のために1700年に作られたメルヴィル屋敷のステイトベッド(state bed、４本の装飾柱に支えられた豪華なベッド)は、1949年にロンドンのヴィクトリア&アルバート博物館に贈られ、「ビクトリア＆アルバート博物館の英国ギャラリーで最も壮観な一品の展示」と評されています。